# Superache
Superache è il secondo album in studio del cantautore statunitense Conan Gray, pubblicato il 24 giugno 2022 dalla Republic.

## Composizione
Secondo quanto dichiarato dall'artista, la composizione dell'album è partita dalla canzone Family Line, che ha posto le fondamenta per il concept dell'intero album. I testi composti per il progetto si incentrano su "traumi personali e generazionali" da lui vissuti. In particolare il brano Best Friend parla della sua migliore amica d'infanzia, Ashley, della quale cita il nome nella canzone Disaster ("You know Ashley believes that there's somethin' between you and I") . Gray ha definito il processo di scrittura dell'album come "estremamente doloroso".

## Accoglienza
Complessivamente, la critica di settore ha apprezzato l'album, lodandone l'esecuzione vocale, l'onestà dei testi, le produzioni e la scelta di spingersi verso uno stile musicale differente rispetto a quello del precedente album dell'artista.

## Tracce
Testi e musiche di Conan Gray e Dan Nigro, eccetto dove indicato.
1. Movies – 3:34
2. People Watching – 2:38 (Conan Gray, Dan Nigro, Julia Michaels)
3. Disaster – 2:33 (Conan Gray, Dan Nigro, Herny Walter)
4. Best Friend – 3:38
5. Astronomy – 4:03
6. Yours – 3:24
7. Jigsaw – 3:28
8. Family Line – 3:36
9. Summer Child – 3:00 (Conan Gray)
10. Footnote – 3:44
11. Memories – 4:08
12. The Exit – 3:41 (Conan Gray, Dan Nigro, Julia Michaels)

Tracce bonus nell'edizione giapponese
1. Overdrive – 3:03 (Conan Gray, Christopher John Stracey, Denis Kosiak, Jordan K. Johnson, Oliver Peterhof, Stefan Johnson e Tobias Jesso Jr.)
2. Telepath – 3:14 (Conan Gray, Julia Michaels, Ilya Salmanzadeh, Caroline Ailin)

## Classifiche
| Classifica (2022) | Posizione massima |
| ----------------- | ----------------- |
| Australia         | 8                 |
| Austria           | 14                |
| Belgio (Fiandre)  | 14                |
| Belgio (Vallonia) | 60                |
| Canada            | 24                |
| Finlandia         | 43                |
| Francia           | 150               |
| Germania          | 13                |
| Irlanda           | 8                 |
| Lituania          | 21                |
| Norvegia          | 38                |
| Nuova Zelanda     | 11                |
| Paesi Bassi       | 9                 |
| Polonia           | 21                |
| Regno Unito       | 8                 |
| Spagna            | 13                |
| Stati Uniti       | 9                 |
| Svizzera          | 20                |